# Ernest du Laurens de la Barre
Pour les articles homonymes, voir De La Barre.
Ernest du Laurens de la Barre, né à Quimperlé le 8 août 1819 et mort au manoir de Coat ar Roc'h en Commana le 18 décembre 1881 est un notaire et juge de paix, ainsi qu'un conteur et écrivain breton, qui a en particulier retranscrit en langue française de nombreux contes et légendes jusque-là transmis oralement en langue bretonne dans la région des Monts d'Arrée et du Haut Léon. Il fait partie de la première génération de collecteurs bretons du XIXe siècle, après Emile Souvestre et Théodore Hersart de la Villemarqué.

## Biographie
Appartenant à la famille du Laurent de la Barre, il est le fils d'Alexandre-Marie-François du Laurens de la Barre (né le 21 octobre 1783 à Landévennec, contrôleur puis lieutenant des douanes à Lorient (Morbihan) et de Marie-Anne-Louise (dite Nancy) Guegot de Traoulen (née le 23 avril 1791 à Champtocé-sur-Loire (Maine-et-Loire). 
Il fait ses études secondaires au collège de Quimperlé, puis des études de droit à Rennes. Prenant l'habitude d'aller passer ses vacances au manoir de Coat ar Roc'h dans la propriété de son grand-père paternel Antoine-Marie-François-Jacques du Laurens de la Barre, ancien sénéchal de Concarneau et juge de paix à Sizun, il commence à s'intéresser aux contes et légendes racontés par les paysans des environs.
Il épouse le 28 octobre 1846 Elisa Sidonie Ply (née le 16 octobre 1821 à Clermont (Oise) et décédée le 12 octobre 1905) dont il eut deux enfants Ernest-Marie-André du Laurens de la Barre, né le 1er novembre 1848 à Nozay (Loire-Atlantique) et Félix-Alexandre-Jean-Marie du Laurens de la Barre, né en 1852.
Notaire à Vannes (où il fait édifier la Villa Saint-Guen au nord de la ville), il fut juge de paix à Sizun, il fit entièrement restaurer le manoir de Coat ar Roc'h en Commana, où il s'installa définitivement à partir de 1874 et où il mourut le 18 décembre 1881. Nommé à Bouaye (Loire Inférieure) par décret du 1er juillet 1879, il renonça à cette nomination.

## Œuvre
Conteur et écrivain breton, il est l'auteur de plusieurs recueils de contes bretons, ainsi que de travaux historiques sur la Bretagne et ses traditions, dont :
- Histoire élémentaire et abrégée de la Bretagne ;
- Histoire de Châteaubriant et de ses barons ;
- Les veillées de l'Armor (1857) ; cet ouvrage contient plusieurs contes comme Le hucheur de nuit, Le testament du recteur[5], Le diable boiteux, etc. ;
- Sous le chaume (1863); cet ouvrage contient plusieurs contes dont La pierre tremblante de Trégunc, Le bassin d'or, Les aventures du seigneur Tête de Corbeau, M. Tam Kik, etc. ;
- L'Imitation et la Vie de Jésus-Christ ;
- Fragments poétiques ;
- Itinéraire pittoresque de Vannes à Quiberon ;
- Excursion à Saint-Gildas de Rhuys (vendu au profit des pauvres) ;
- Itinéraire pittoresque de Vannes à Sainte Anne d'Auray ;
- Fantômes bretons (1879)[6] ;
- Nouveaux fantômes bretons (1885); cet ouvrage contient les contes suivants : Le filleul de la mort, L'heureux voleur, Le géant Hok-Bras[7], Aventures de Iann-Houarn, La volonté de Dieu, etc.[8] ;
- Où courons-nous ? Méditations sur le temps actuel ;
- Contes populaires de Bretagne ;
- Contes et légendes de Basse-Bretagne (parmi les contes contenus dans cet ouvrage : Trémeur ou l'homme sans tête récit légendaire de la vie de saint Trémeur)[9].

## Commémoration
- Une rue porte son nom à Guingamp (Côtes-d'Armor).